# ウンベルト1世 (サヴォイア伯)
ウンベルト1世ビアンカマーノ（イタリア語: Umberto I Biancamano, 980年頃 - 1047年/1048年）は、初代サヴォイア（サヴォワ）伯。サヴォイア家の祖。
「ビアンカマーノ」とはイタリア語で「白い手」を意味する。フランス語名ではアンベール・オ・ブランシュ・マン（Humbert aux Blanches Mains）、ラテン語名ではフンベルトゥス・アルビス・マニブス（Humbertus albis manibus）。

## 生涯

### 生い立ちと家系
サヴォイア家の家祖となったウンベルト1世の家系や事跡については、のちに顕彰が図られ物語化されている（#伝説節参照）。しかし、同時代の記録は断片的であり、実際のウンベルト1世（以下、ウンベルト）の生没年や家系は明確にはわからない。
ウンベルトは980年頃、サヴォワ地方モーリエンヌ（現：フランス・サヴォワ県サン＝ジャン＝ド＝モーリエンヌ周辺）の貴族アマデウス（おそらくはモーリエンヌの伯）の子として生まれた。兄弟にはベレー（現：アン県）の司教となったオッドーネがいる。
ウンベルトは、サクソン人やブルグント人、プロヴァンス人などの血を引いていたと言われている。ブルグント王国（アルル王国）の王ルドルフ3世 (Rudolph III of Burgundy) との近い関係から、ウンベルトの家系はブルグント人と考えられ、ヴィエンヌ伯家の血を引くか、あるいはブルグント貴族の家系（たとえばアルボン伯家と同族）ではないかといった推測がされている。

### 初代サヴォイア伯
ウンベルトははじめベレー付近とセルモラン伯爵領（Sermorens）の中に領地を持っており、のちにアオスタやヴァレーに領土を得た。
ウンベルトの子孫は「サヴォイア伯」を世襲して「サヴォイア家」と呼ばれるが、その称号を得た経緯ははっきりしない。ウンベルトの名が文献上に初めて登場するのは1000年1月26日付けの文書であり、以後断片的に史料に登場する。1003年の年紀のあるベレー司教オッドーネによる文書では、ウンベルトの家族が「伯」の家族と呼ばれることがわかる。1003年にウンベルトはブルグント王ルドルフ3世に代わり、セルモランの一部であるヴィエンヌ（現：イゼール県）で判決を下している。
1032年、ルドルフ3世が後継者なく没してブルグント王家が断絶すると、ブルグント王位はルドルフ3世の甥にあたる神聖ローマ皇帝コンラート2世が継承した。ウンベルトはコンラート2世に忠誠を誓った。コンラート2世がブロワ伯ウード2世 (Odo II, Count of Blois) やミラノ大司教アリベルト (Aribert (archbishop of Milan)) と戦うと、ウンベルトはコンラート2世を助けて戦争に参加した。コンラート2世はその功績に報い、ウンベルトをサヴォイア伯として承認するとともに、モーリエンヌ、シャブレー、そしておそらくタレンテーズ (Tarentaise Valley) を新たに与えた。
ウンベルトは、1047年か48年ごろに、モーリエンヌにある町エルミヨンにおいて死去し、サン＝ジャン＝ド＝モーリエンヌのカテドラルに埋葬された。死亡日については、1048年7月1日、1047年7月19日という2通りの記録がある。1042年以前に没していると見るのが妥当という説もある。所領は長男のアメデーオ1世が継承した。

## 家族

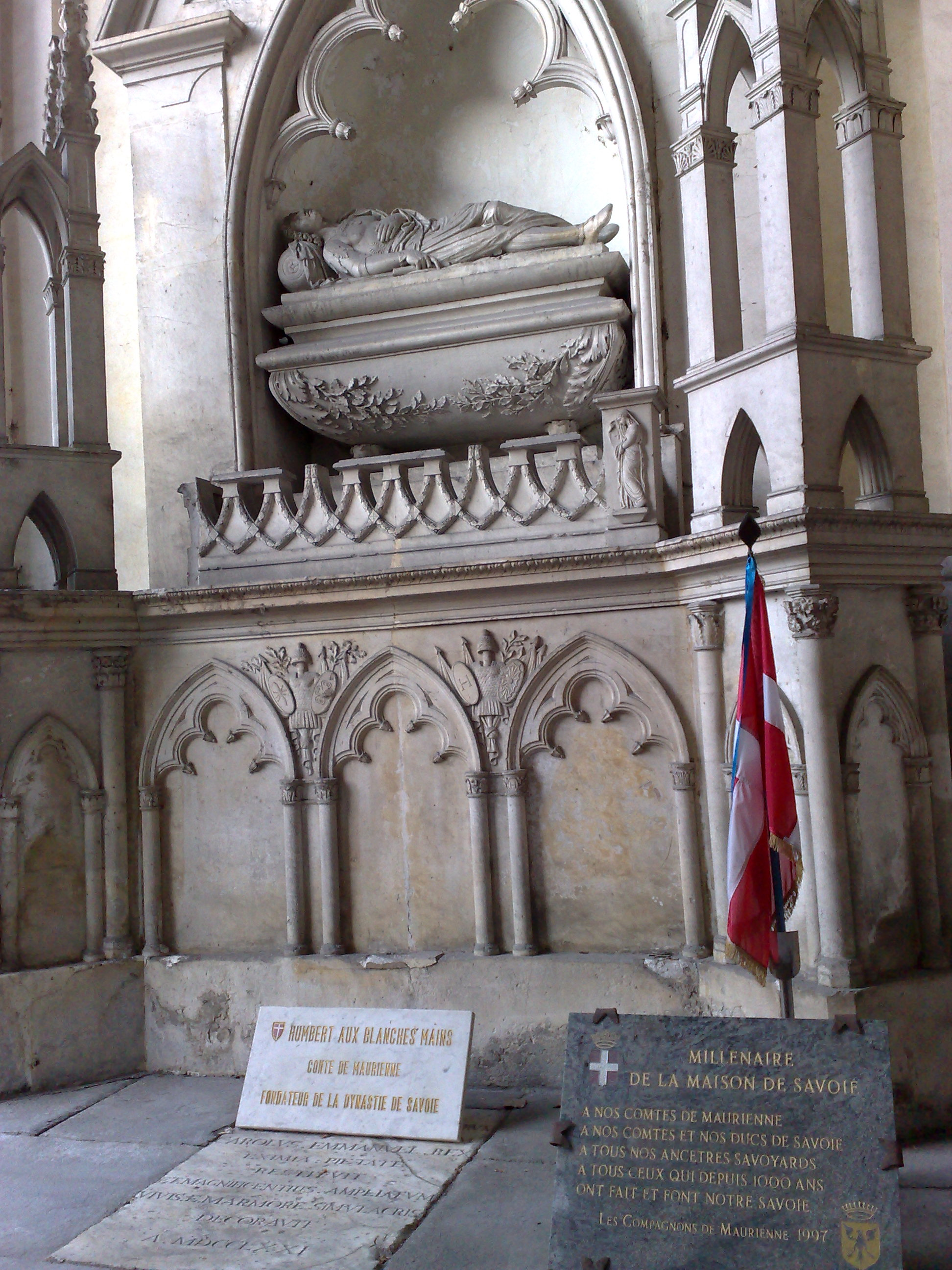
ウンベルト1世の墓（サン＝ジャン＝ド＝モーリエンヌ）

アンシリア（Ancilia あるいは Ancilla、Auxilia）という女性と結婚した。彼女の出自については諸説ある。
知られている説では、高位聖職者の娘「アオスタのアンシリア」とする。
一説にはブルグント王国の儀典長の娘である「レンツブルクのアンシリア」、また別の説ではアンセルムと Aldiud の娘であるアンシリアで、アンセルム家（Anselmids）と呼ばれる北イタリアの王家の出身とする。
子供は、少なくとも4男1女を儲けた。
- アメデーオ1世・ディ・サヴォイア（1016年 - 1051年） - 第2代サヴォイア伯
- アイモーネ（? - 1054年） - シオン司教
- ブルカルド（? - 1046年） - ディ・リオン大司教
- オッドーネ・ディ・サヴォイア（1010/20年 - 1057年） - 第3代サヴォイア伯
- アデル・ディ・サヴォイア＝アルボン（? - 1025年頃） - アルボン伯ギーニュ1世妃

論者によっては、他にも子がいたとする。
ウンベルトの子孫は19世紀後半にイタリアを統一し、イタリア王に即位することになる。

## 伝説
サヴォイア家について書かれた最も古い年代記の一つは、15世紀前半に Giovanni d'Orville によって書かれたものである。サヴォイア伯アメデーオ8世の依頼によって制作されたこの年代記では、400年続くサヴォイア家の始祖であるウンベルト1世の事績を（恋愛、放浪、武勲などさまざまなロマンスを盛り込みながら）おおむね以下のように描いた。
神聖ローマ皇帝オットー2世の孫にあたるサクソン人（ザクセン人）貴族ベロルド（ベルトルト）を父、バイエルン人貴族のカタリーナ（カテリーナ）を母として生まれたウンベルト1世は、フランケン大公コンラート（のちの神聖ローマ皇帝コンラート2世）に従って武功を挙げる。1003年にコンラートからアルプス一帯を与えられたウンベルトは、のちにサヴォイア（サヴォワ）伯国と呼ばれることになる実質的な勢力を築いた。

## ビアンカマーノ
「ビアンカマーノ」は、実際に手が（揶揄される程に）白いという意味ではなく、「清廉な人」を指す尊称であるとされる。
ただし、彼の城の「白い壁」blancis moenibus を指すラテン語を後世の人が「白い手」albis manibusと誤読したためではないか、とするなどの諸説がある。